# 1986オメガトライブ/カルロス・トシキ&オメガトライブ スーパーベスト・コレクション
『1986オメガトライブ/カルロス・トシキ&オメガトライブ スーパーベスト・コレクション』は、日本のAORバンドである1986オメガトライブ、およびカルロス・トシキ&オメガトライブの、解散後に発売したベスト・アルバム。規格品番：WQCQ-159。

## 解説
『究極のベスト!1986オメガトライブ/カルロス・トシキ&オメガトライブ』から3年ぶりのベスト・アルバム。
本作は原則として通信販売限定であるが、一部の家電量販店・ホームセンター・ディスカウントストアなどで廉価版CDとして流通した例もある。
作品数は後発の『プレミアム・ベスト 1986オメガトライブ/カルロス・トシキ&オメガトライブ』同様に16曲収録しているが収録曲は一部異なる。
本作にはライブバージョン楽曲が含まれているのが大きな特徴となっている。

## ディスクジャケット
ジャケットは、タキシードを着たカルロス、高島信二、西原俊次、ジョイ・マッコイの集合写真を採用している。

## 収録曲
各曲の詳細はリンクを参照のこと。
1. 君は1000%（4:28）[4][5]
2. アクアマリンのままでいて（4:30）[5]
3. REIKO（4:31）[5]
4. 花の降る午後（4:27）[5]
5. どうして好きといってくれないの（4:39）[5]
6. Be Yourself（5:24）[5]
7. Emmy Angel（Night Time Version）（4:38）[5]
8. Matenro Island（Night Time Version）（4:24）[5][6]
9. Stay girl Stay pure（Night Time Version）（4:30）[5]
10. Navigator（Live Version）（6:49）[5]
11. Crystal Night（Live Version）（4:07）[5]
12. Brilliant Summer（Live Version）（2:28）[5]
13. ツーアウト・フルベース（Live Version）（4:58）[5]
14. Super Chance（Live Version）（4:39）[5]
15. Bad Girl（Live Version）（5:19）[5]
16. 時はかげろう（4:49）[5]